# PS Водолея
PS Водолея (лат. PS Aquarii) — одиночная переменная звезда в созвездии Водолея на расстоянии (вычисленном из значения параллакса) приблизительно 16873 световых лет (около 5173 парсеков) от Солнца. Видимая звёздная величина звезды — от +14,5m до +13,35m.

## Характеристики
PS Водолея — жёлто-белая пульсирующая переменная звезда типа RR Лиры (RRAB) спектрального класса F. Эффективная температура — около 6348 К.